# Croix funéraire de Hildesheim
 (février 2024).
L’œuvre dite croix funéraire du musée de la cathédrale de Hildesheim est une croix de procession fabriquée vers 1400.

## Description
L’œuvre est une croix latine d’une hauteur de 33,5 cm pour 23,5 cm d’envergure. Elle est composée d’une âme en bois, sur laquelle sont clouées des plaques en alliage de cuivre doré. Le montage est assez fruste et contraste avec le raffinement de la gravure ornant la surface de la plaque. Celle-ci représente un Christ en croix dans une posture typique de la première moitié du XIVe siècle dite Crucifixus Dolorosus : la tête est penchée sur la poitrine, le visage marqué par la douleur et les membres tordus par l’agonie. La croix elle-même est faite de troncs bruts dont les bords sont rythmés par des nœuds de branches coupées, probablement une allégorie de l’arbre de vie. De fines hachures ornent le fond, permettant à la scène de ressortir nettement.

## Historique
L’historique de l’œuvre est mal connu, bien qu’elle puisse être datée des environs de 1400 d’après ses caractéristiques stylistiques. Avant son entrée au musée elle était utilisée lors des services funèbres à la cathédrale de Hildesheim. Ce n’est toutefois probablement pas son premier usage et il s’agit plus vraisemblablement d’un réemploi. Le montage peu soigné par rapport à la qualité de la gravure et la coupure nette à l’extrémité des branches du crucifix tendent en effet à indiquer que les plaques proviennent d’une croix plus grande et ont été réadaptée à celle-ci. Cette hypothèse est corroborée par le caractère très inhabituel de cette forme de croix latine simple alors que presque toutes les croix connues de cette époque sont potencées ou trilobées. Celle-ci l’était probablement aussi à l’origine, avant que ces excroissances soit sciées lors de son adaptation à la nouvelle âme.